# Dalle!
Dalle! är det andra studioalbumet av den galiciska gruppen Unicornibot, utgivet den 15 mars 2012 på skivbolagen Matapadre, RadiX Records, Bloody Dirty Sanchez Productions, Chingaste la Confianza och Odio Sonoro. Det publicerades i en begränsad upplaga av 320 svart vinyl.

## Låtlista
| Nr  | Titel                      | Längd |
| --- | -------------------------- | ----- |
| 1.  | Lendakari                  | 2:37  |
| 2.  | Anchoas Castilla           | 1:35  |
| 3.  | Abril-Cerral               | 3:01  |
| 4.  | Antigua y Bermuda          | 2:32  |
| 5.  | Pum Pum Como una Piedra    | 3:12  |
| 6.  | Dalle que non mira         | 2:58  |
| 7.  | Julio Iglesias, Portero    | 2:38  |
| 8.  | Perro Termómetro           | 3:26  |
| 9.  | Gol de Chico               | 4:02  |
| 10. | Todos Contra el Fuego Anal | 0:43  |